# Soprano
Saïd M'Roubaba (Marseille, 14 januari 1979), beter bekend als Soprano, is een Franse rapper van Comoorse afkomst uit Marseille. Hij is lid van de rapgroep Psy 4 de la Rime maar vergaart in zijn thuisland voornamelijk bekendheid als soloartiest. Zijn rapstijl wordt gekenmerkt door een zuidelijke tongval uit de regio van Marseille.

## Discografie
- 2004 - We copy the Remix (mixtape)
- 2006 - Psychanalyse Avant l'Album (mixtape)
- 2007 - Puisqu'il faut vivre (album)
- 2009 - De Puisqu'il faut vivre à La Colombe (mixtape)
- 2010 - La Colombe (album)
- 2011 - Le Corbeau (album)
- 2014 - Cosmopolitanie (album)
- 2016 - L'Everest (album)
- 2018 - Phoenix (album)
- 2021 - Chasseur d'étoiles (album)
- 2021 - Dingue (single)

## Bijzonderheden
Het liedje "Victory" van Soprano komt ook voor in het spel FIFA 09.